# Cliniodes semilunalis
Cliniodes semilunalis là một loài bướm đêm trong họ Crambidae.